# Semaeopus bobaria
Semaeopus bobaria là một loài bướm đêm trong họ Geometridae.